# Янівка (Корм'янський район)

Я́нівка (біл. Янаўка, трансліт.: Janaŭka) — село в Корм'янському районі Гомельської області Білорусі. Входить до складу Кам'янської сільради.
Розташоване 8 км на захід від Корми, 57 км від залізничної станції залізничної станції Рогачів (на лінії Могилів — Жлобин), 119 км від Гомеля, біля автошляху Н4802 Корма — Журавичі.

## Історія
Згідно з письмовими джерелами село відоме з XIX століття як селище в Крем'янській волості Рогачівського повіту Могильовської губернії. Згідно з переписом 1897 року — фільварок. У 1909 році 506 десятин землі. У 1931 році мешканці вступили в колгосп, працювала кузня. В роки Другої світової війни нацисти створили в селі свій опорний пункт, який 6 листопада 1942 року розгромили партизани. Згідно з переписом 1959 року в складі колгоспу «Жовтень» (центр - село Кучин).

## Населення
Динаміка чисельності населення:
- 1897 рік — 21 мешканець (згідно з переписом).
- 1909 рік — 2 двори, 21 мешканець.
- 1959 рік — 112 мешканців (згідно з переписом).
- 2004 рік — 17 господарств, 42 мешканці.